# Internationales Jahr der Genossenschaften

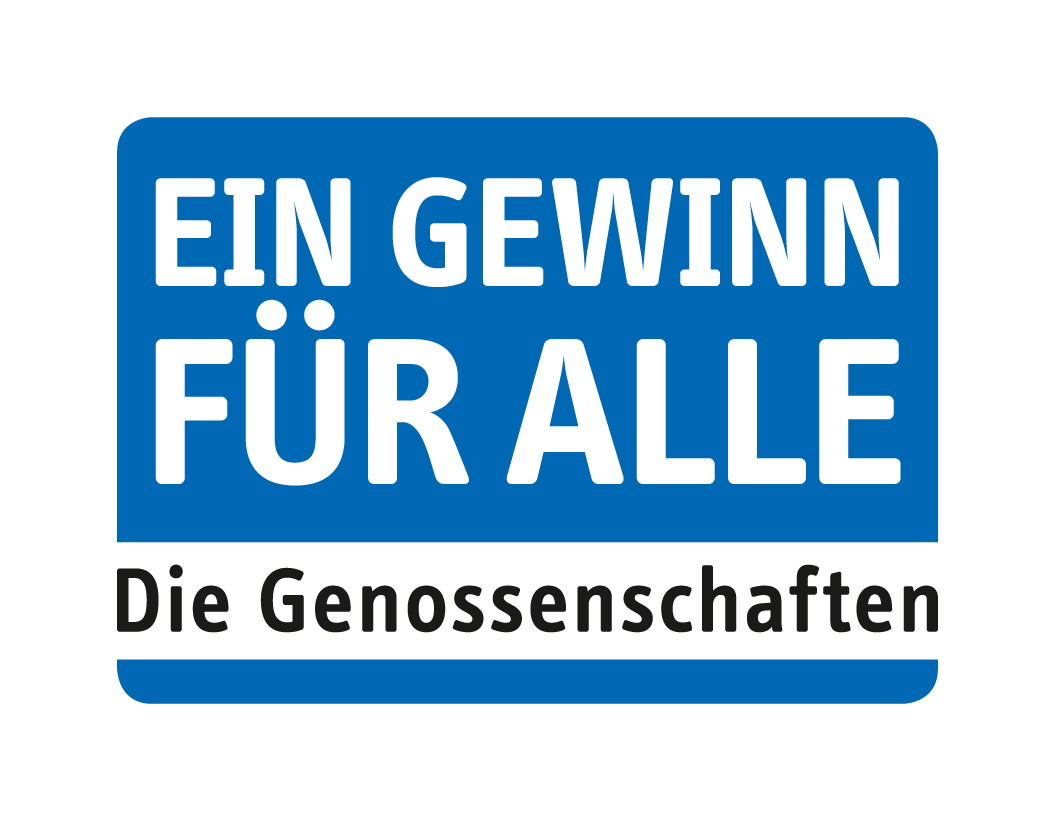
Logo des deutschen Programms

Die Generalversammlung der Vereinten Nationen hatte am 18. Dezember 2009 das Jahr 2012 zum Internationalen Jahr der Genossenschaften (IJG) erklärt. Die Koordinierung lag bei der Hauptabteilung Wirtschaftliche und Soziale Angelegenheiten des UN-Sekretariats. Das Motto des IJG lautete: „Genossenschaften schaffen eine bessere Welt“. Die Eröffnungszeremonie fand am 31. Oktober 2011 in New York statt.
Im November 2023 beschloss die 78. UN-Generalversammlung auf Antrag der Mongolei, 2025 zum 2. Internationalen Jahr der Genossenschaften zu machen.

## Hintergrund
Die Generalversammlung der Vereinten Nationen wollte mit dem IJG auf die Beiträge von Genossenschaften zur Armutsbekämpfung aufmerksam machen. Betont werden sollten außerdem die Leistungen von Genossenschaften bei der sozialen Integration. Die in vielen Ländern geplanten Veranstaltungen sollten die Stärken des genossenschaftlichen Geschäftsmodells einer breiten Öffentlichkeit bekannt machen und Impulse für soziales Unternehmertum setzen.

## Deutschland
Das deutsche Programm zum IJG wurde am 18. Oktober 2011 bei einer Veranstaltung in Berlin eröffnet. Der Deutsche Genossenschafts- und Raiffeisenverband und der Bundesverband deutscher Wohnungs- und Immobilienunternehmen stellten dabei ihre Kampagne „Ein Gewinn für alle – Die Genossenschaften“ vor.